# СОН-2
СОН-2 (Станция Орудийной Наводки) — первая в СССР серийно выпускавшаяся радиолокационная станция орудийной наводки (по показаниям которой мог производиться прицельный огонь зенитной артиллерии). Также самая массовая станция данного типа советского производства во время Великой Отечественной войны. Создана в результате копирования британской РЛС GL Mk. II. Эти произведённые в Великобритании станции, в СССР также назывались СОН-2.

## История создания
Использовавшиеся в зенитной артиллерии средства обнаружения самолётов противника, до появления радиолокации не обеспечивали обнаружение и достаточно точное целеуказание в любое время суток и при любой погоде. Оптические средства, обладавшие наибольшей точностью, не обеспечивали наведение при плохой видимости (облачность, туман, ночь); звукоулавливатели не давали достаточной точности и качество их показаний также зависело от погодных условий; опытные образцы тепловизоров имели малую дальность и их показания зависели от облачности. Появившиеся радиолокационные станции дальнего обнаружения также имели недостаточную точность для прицельного огня зенитной артиллерии. Эти средства наведения в условиях плохой погоды или ночью могли обеспечить, в лучшем случае, лишь заградительный огонь артиллерии, но не точную прицельную стрельбу. Радиолокационные станции орудийной наводки решали подобную задачу. Несколько уступая оптическим средствам обнаружения в точности по угловым координатам, они могли обеспечивать непрерывное целеуказание практически вне зависимости от погоды и времени суток.
В 1930-е годы в СССР, как и в прочих технически передовых странах мира, начались активные работы в области радиолокации. Были проведены теоретические и практические работы в этом направлении, и до начала Великой Отечественной войны в Советском Союзе приняли на вооружение два типа РЛС для войск ВНОС (РУС-1 и РУС-2), был изготовлен ряд опытных образцов, по многим из которых после начала войны работы были прекращены. До войны, для целеуказания зенитной артиллерии координат цели были изготовлены опытные РЛС — зенитные радиоискатели «Буря», Б2, Б3, «Мимас», дальномер «Стрелец», станция орудийной наводки «Зенит». «Мимас» имел дальностью обнаружения 30-35 км и точность по азимуту 0,6°. «Стрелец» работал на длине волны 70-80 см, мощность в импульсе составляла 20 кВт; на испытаниях зимой 1939/1940 года он показал дальность обнаружения до 20 км и точность по дальности 160 м. На базе усовершенствованных опытных образцов «Стрельца» и «Мимаса» разрабатывалась станция орудийной наводки «Луна» . Постановлением ГКО № 129 «О выпуске радиоискателей (для зенитной артиллерии)» от 13 июля 1941 года вменялось начать серийное производство «Луны» с 20 августа 1941 года. Но, эвакуация находившихся в прифронтовом Ленинграде института разработавшего «Луну» и заводов предназначенных для её изготовления не дала осуществить этот план и, в итоге, к началу войны и в первую её половину в СССР серийно не производились радиолокационные станции орудийной наводки.

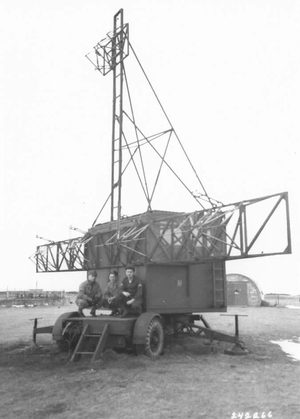
Британская СОН-2а. Передатчик

После вступления СССР во Вторую мировую войну в страну начались поставки вооружения от союзников. Так, с осени 1941 года в Советский Союз стали поставлять британские станции орудийной наводки GL Mk. II (Gun Laying Mark II). Данные станции производились в Великобритании в 1941—1943 годах; всего было выпущено 1689 этих РЛС, из них 203 поставлено в СССР. Это была самая массово поставляемая в Советский Союз станция орудийной наводки. Другие РЛС подобного назначения поставлялись в СССР из Великобритании и США в количестве не более 50 штук каждой модели. В СССР эта станция использовалась под наименованием СОН-2 либо СОН-2а. Постановлением ГКО № 1266 от 10 февраля 1942 «О принятии на вооружение войск ПВО Красной Армии и Военно-Морского Флота станций орудийной наводки (СОН-2) и организации отечественного производства СОН-2» было решено наладить производство копии британской станции в СССР. Первые два опытных образца осенью 1942 года были готовы и направлены на испытания: один из них испытывался на полигоне, другой — в боевых условиях в системе ПВО Москвы. Постановлением ГКО от 20 декабря 1942 станция была принята на вооружение под наименованием СОН-2от и поставлена на серийное производство. За годы войны было выпущено 124 станции.
22 марта 1943 года Постановлением СНК СССР «За работы по созданию станции орудийной наводки СОН-2 для обеспечения прицельной стрельбы зенитной артиллерии ПВО» Сталинской премии были удостоены: инженер завода № 695 — А. И. Деркач, нач. техотдела НКЭП СССР — Н. Л. Попов, инженеры НИИ № 20: А. С. Андреев, Н. И. Белов, И. И. Виноградов, С. Н. Горнов, Н. Г. Ковалёнок.